# سیارک ۸۱۲۱
سیارک ۸۱۲۱ (به انگلیسی: 8121 Altdorfer، نامگذاری:2572P-L) هشت هزار و صد و بیست و یکمین سیارک کشف شده‌است که در ۲۴ سپتامبر ۱۹۶۰ کشف شد.
قدر مطلق سیارک برابر ۱۴٫۸۰ است.